# Zdeněk Fierlinger

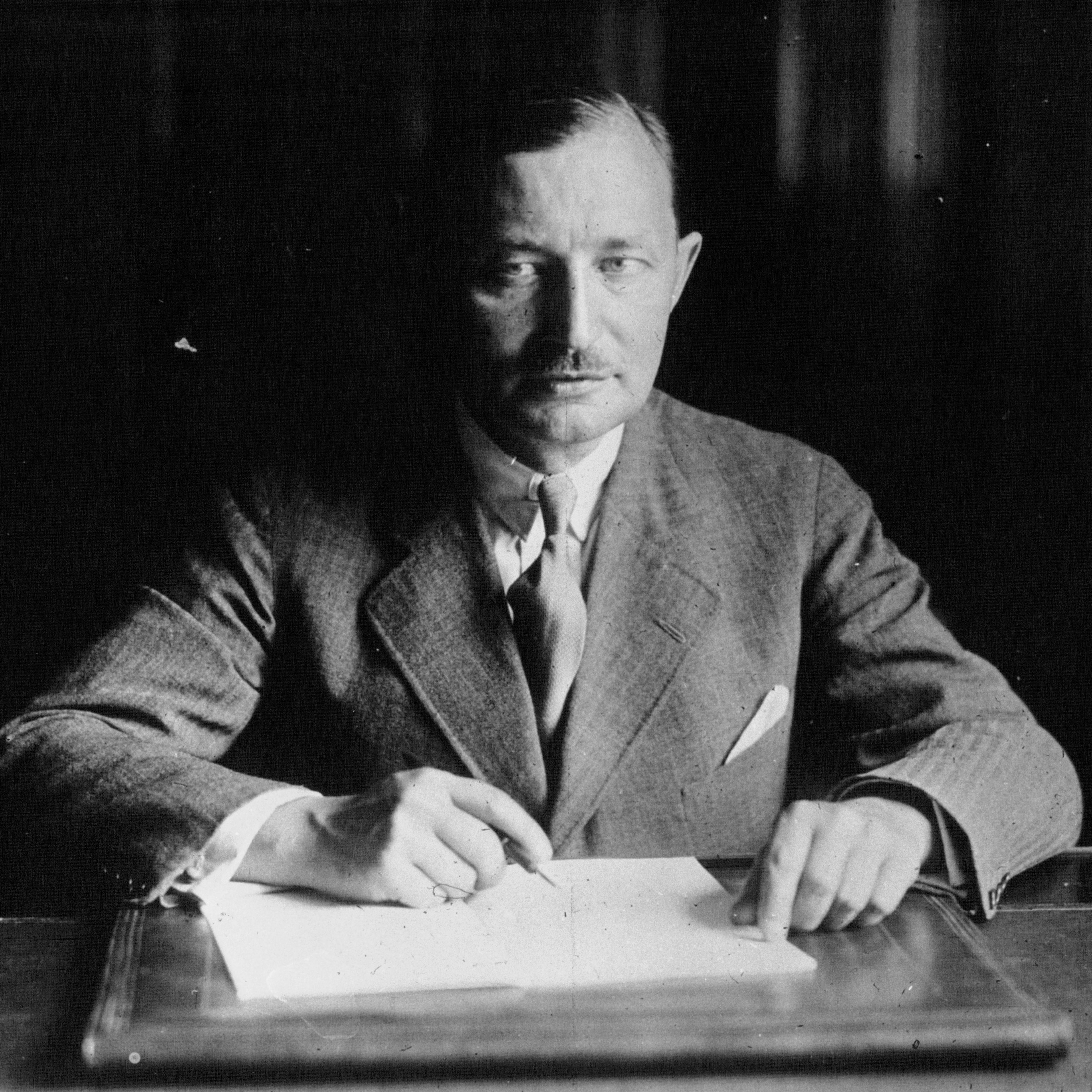
Zdeněk Fierlinger (1932).

Zdeněk Fierlinger, född den 11 juli 1891 i Olomouc i Tjeckoslovakien, död den 2 maj 1976 i Prag, var en tjeckoslovakisk diplomat och politiker. Hans namn förknippas ofta med sammanslagningen av hans socialdemokratiska parti med Tjeckoslovakiens kommunistparti efter Pragkuppen 1948.

## Bakgrund
Fierlinger kom från en högborgerlig familj och hade examen från en handelshögskola. Under första världskriget blev han medlem i Tjeckoslovakiska legionen och deltog bland annat i slaget vid Zborov.

## Diplomat
Efter kriget återvände Fierlinger till Tjeckoslovakien och gick i diplomatisk tjänst. Han verksam som ambassadör i Nederländerna, Rumänien, USA, Schweiz och Österrike. Under denna period var han en nära vän och samarbetspartner till Edvard Beneš. År 1924 gick han med i tjeckiska socialdemokratiska partiet.
Mellan 1937 och 1945 hade Fierlinger posten som envoyé och senare ambassadör i Sovjetunionen. Under sin tid i Moskva stod han mycket nära ledningen för det tjeckoslovakiska kommunistpartiet som leddes av Klement Gottwald. Detta blev till exempel uppenbart 1943, när kommunisterna i samverkan med Fierlinger underlättade det tjeckisk–sovjetiska vänskapsavtalet undertecknat av Josef Stalin och Edvard Beneš i Moskva den 12 december.

## Politiker
Fierlinger var ledamot av nationalförsamlingen i Tjeckoslovakien från 1945 till 1969. Han var landets premiärminister från 1944 till 1946, först i den Londonbaserade exilregeringen och senare i det befriade Tjeckoslovakien.
Han blev medlem av kommunistpartiets centralkommittés presidium 1948 efter att ha medverkat till kommunisternas maktövertagande i februari samma år. Han tjänstgjorde därefter som vice premiärminister 1948–1953, minister för statens byrå för religiösa frågor 1951–1953, ordförande i nationalförsamlingen från den 15 oktober 1953 till 23 juni 1964 och inrikesminister. Han förblev medlem av centralkommittén till 1966.
Under den så kallade Pragvåren i slutet av 1960-talet stödde han Alexander Dubčeks reformpolitik och avsattes därför från samtliga poster efter den ryska inmarschen i augusti 1968.